# 莫里斯·麦克洛克林
莫里斯·麦克洛克林（英語：Maurice McLoughlin，1890年1月7日—1957年12月10日），美国男子网球运动员。他曾获得美国网球公开赛男子单打冠军、男子双打冠军。他于1957年入选国际网球名人堂。